# 아이신 교로 푸이 (1720년)
애신각라 복의(愛新覺羅 福宜, 아이신줴뤄 푸이, 1720년 음력 5월 25일 ~ 1721년 음력 1월 13일)는 중국 청나라의 제5대 황제인 옹정제의 서자이며 돈숙황귀비의 소생이자 군벌 정치인 연갱요의 이복 생질이고 건륭제의 이복 동생이다.

## 생애
그는 할아버지인 강희제의 치세 시기였던 1720년 출생하였으나 병약하여 이듬해 1721년에 일찍 훙서하였다.

## 직계 가족 및 친척 관계
- 부황 옹정제
- 모비: 돈숙황귀비 연씨
- 친조부: 강희제
- 친조모: 효공인황태후 오아씨
- 외조부: 연하령
- 이복 외숙부: 연희요
- 이복 외숙부: 연갱요
- 이복 형 건륭제

## 같이 보기
- 효장문황태후
- 효강장황태후
- 효의인황태후
- 각혜황귀비
- 동가 융과다